# 匈牙利国家铁路
匈牙利国家铁路（匈牙利語：Magyar Államvasutak）是匈牙利的国营铁路公司。匈牙利也是国际铁路联盟的成员，其成员代码为55。

## 历史

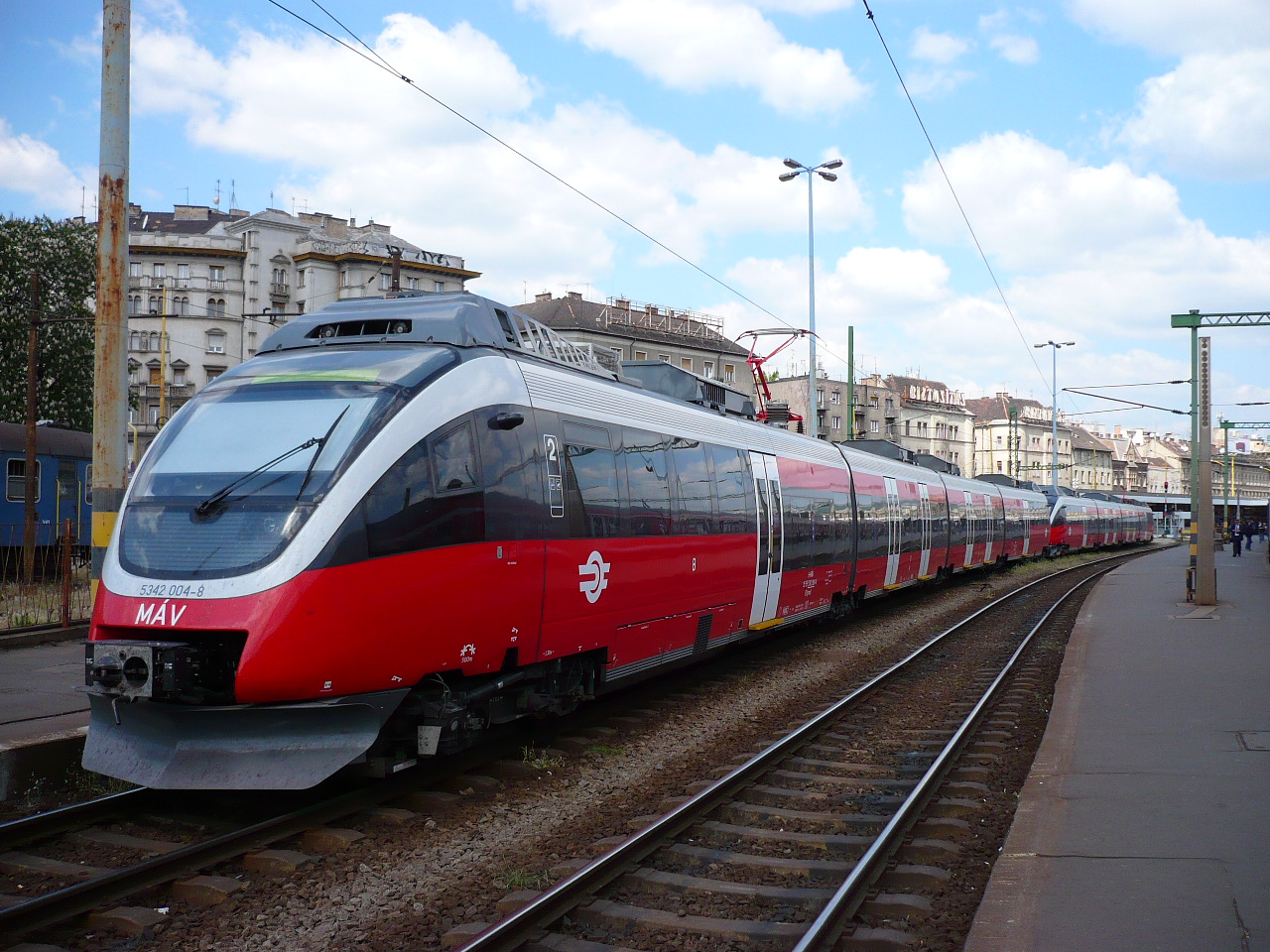
由庞巴迪制造的匈牙利区域列车

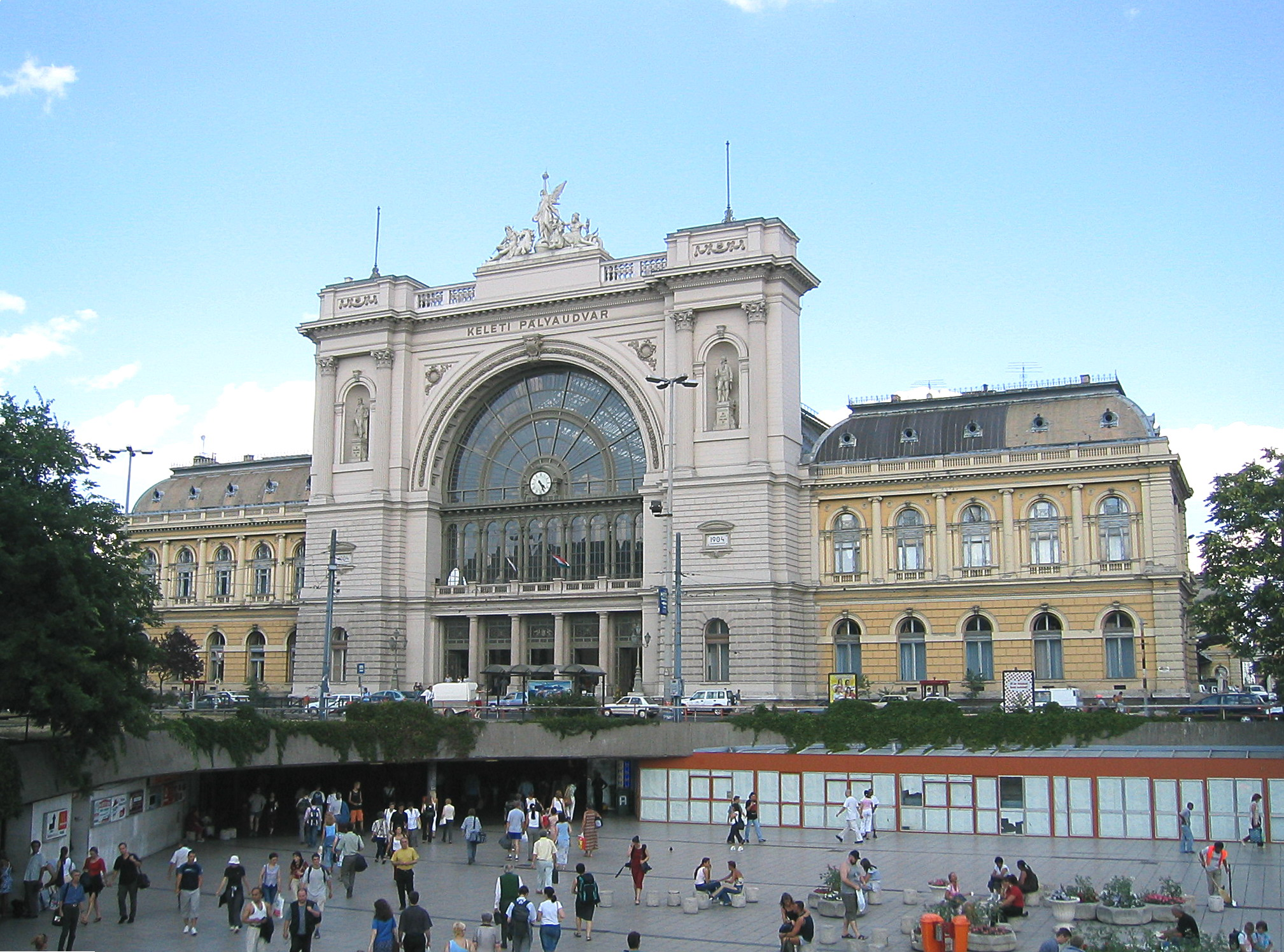
布达佩斯东站是匈牙利国铁重要的交通枢纽

### 成立初期
匈牙利境内的首条铁路线于1846年7月15日在佩斯和瓦茨之间投入运营，这个日期也因此被视为匈牙利王国铁路的诞生日。在19世纪下半叶，其铁路网络增长迅速，并很快在匈牙利各主要城市间实现连接。
1848年匈牙利革命失败后，其既有线路被奥地利收归国有，并新建了一些新线路。其中蒂米什瓦拉-维也纳铁路的一个重要组成部分由奥地利人建于哈布斯堡王朝所属的世袭领地巴纳特。这一部分线路连接了蒂米什瓦拉、任博利亞、基金达和塞格德等城市，全长112公里，其通车典礼于1857年11月15日举行。巴奇卡地区的铁路时代则开启于1869年，它是作为苏博蒂察-松博尔铁路的一部分而被纳入匈牙利铁路网。
作为索尔弗利诺战役的结果，所有这些线路在19世纪50年代后期被出售给私人公司。根据1867年奧匈折衷方案，奥地利和匈牙利创建了共主邦聯制的奥匈帝国，运输问题成为匈牙利政府的职责，其继承了支持地方铁路公司的义务。但在随后的几年中，匈牙利的铁路发展规模受到限制，因其私人经营的铁路公司为数众多。仅在1874年的财政年度中，匈牙利政府用于补贴私人铁路公司的资金份额便高达总财政预算的8%。这也导致了匈牙利国会积极推进国有化进程。
国有化的目标是接管及经营匈牙利的干线铁路。支线铁路则由私人公司构建。1884年，法律简化了创建铁路公司的条件，许多小规模的支线公司相继成立。然而，他们通常只负责修建线路，然后通过与匈牙利国家铁路签订合约而取得经营权，因此它们可以没有自身的铁路机车或车辆。凡签订合同的线路，其设备及建筑都要按匈牙利国家铁路的标准修建。这也有助于使车站建筑、工棚和附件等形成匈牙利国家铁路的标准。
匈牙利国家铁路与同期其他国家相比，其运营密度较低，却价格偏高。为改变这种局面，时任内政部长的贾博尔·巴罗什（Gábor Baross）于1889年引入了分区价格体系。该体系的人次和货运价格较低，但却刺激了铁路运输的快速增长，使得整体利润得以提高。1891年，匈牙利政府将奥匈帝国皇权国家铁路（Cs. k. szab. Osztrák-Magyar Államvasúttársaság）的匈牙利路段从法国业主中买下，并入匈牙利国家铁路。
1894年，除了科希策-奥德尔贝尔格铁路（KsOd）和奥匈南方铁路（Déli Vasút）外，大部分的大型私营铁路公司均因管理不善而被收归国有。前两者则加入了分区价格体系并保持稳定运营直至第一次世界大战后奥匈帝国的覆灭。

### 20世纪初的发展
到1910年，匈牙利国家铁路的网络及财政规模已达欧洲领先水平。但其盈利能力总是落后于西欧多数的铁路公司，无论是公有的或是私有的。这些年来匈牙利的铁路基础设施已基本完成，剩余的拓扑工作仍集中在布达佩斯周边。
第一次世界大战后，根据特里亚农条约，匈牙利的领土被大幅缩减了72%，其铁路网络由约22,000公里削减为8141公里（匈牙利国家铁路拥有的网络由7784公里降为2822公里）。战后其货运车辆的数量仍有102,000台，但在1921年后匈牙利境内仅余27,000辆，并且只有约13,000辆在正常运作。1919年的机车总数为4,982台，条约生效后则只剩1,666台留在匈牙利。由于许多既有铁路线贯穿匈牙利的新边界，需要兴建新的带海关设施和机车换挂的边境站。
在两次世界大战之间，匈牙利的铁路发展主要集中在既有线改造，增加复线。而匈牙利在这一时期开展的电气化进程，为铁路运营50赫兹交流电的供电制式发挥了重要作用。它拥有全球第一条采用单相50赫兹工频交流电的电气化铁路，这是由工程师卡尔曼·坎多（Kálmán Kandó）于20世纪20年代初在布达佩斯西站以西15公里长的铁路开始的初步试验。在它所设计的机车中带有一个机械变流器，可产生单相交流电并输送至牵引电机。1928年试验获得了成功后，至1932年，由布达佩斯至海吉什豪洛姆的铁路线完成采用16千伏50赫兹交流电制式的电气化改造，并在该线路上首次使用了如今运用最为广泛的N型支架，用于紧固架空电缆。
在20世纪30年代初，几乎所有的匈牙利支线铁路运营商都因大萧条而破产。作为前奥匈南方铁路匈牙利段的继任者DSA也宣告破产。匈牙利国家铁路于1932年接管了DSA的线路和所有资产并继续运营。匈牙利国家铁路也因此成为匈牙利境内唯一的主要铁路运营商，其它几个独立并仅余的铁路公司的影响力则可忽略不计。

### 二战后至20世纪末

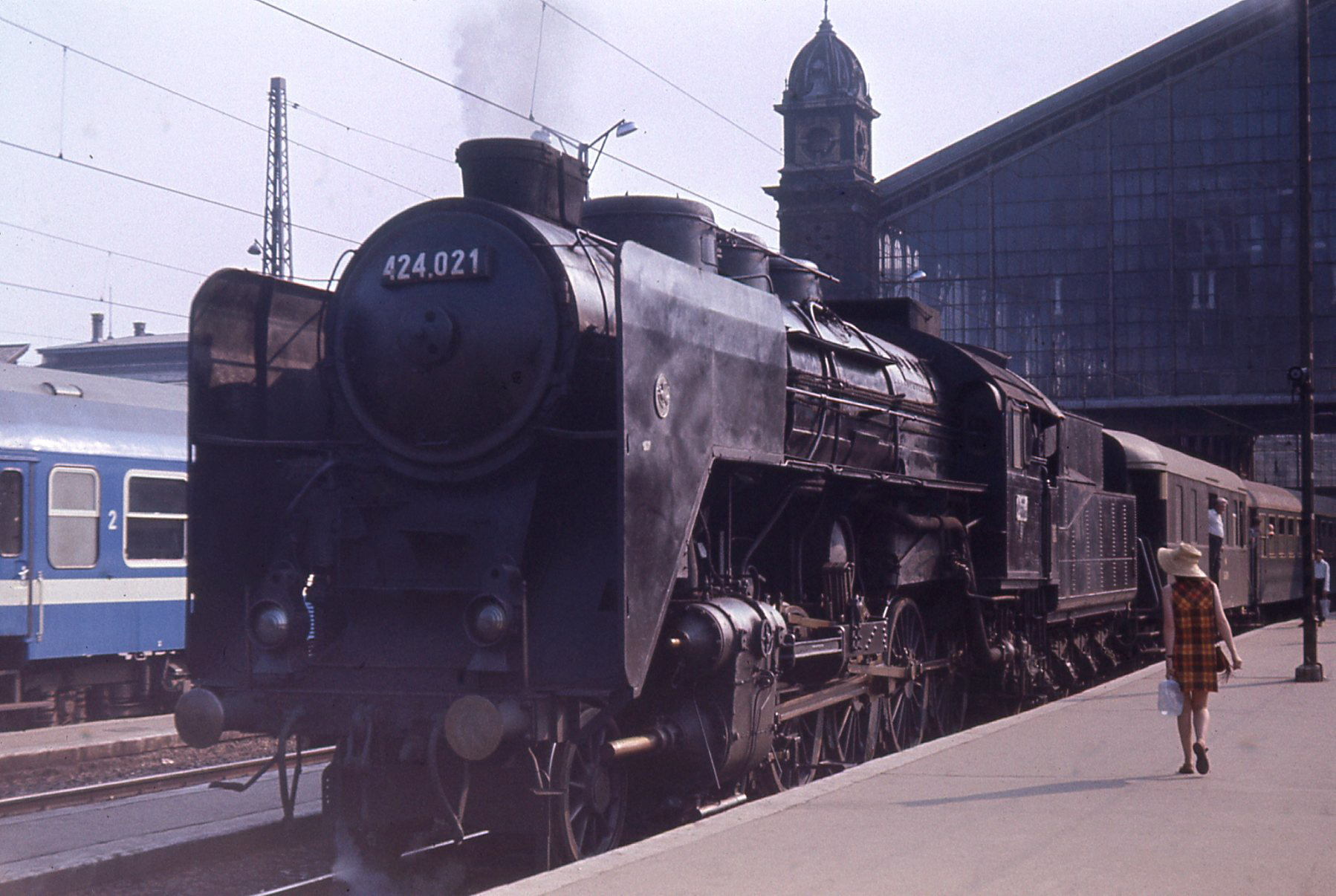
停靠于布达佩斯西站的蒸汽机车，1972年

在二战后期，匈牙利的铁路系统遭受了巨大的破坏，超过半数的干线铁路和四分之一的支线铁路无法使用。铁路车辆也被纷纷销毁或分发至许多其它欧洲国家。只有213台机车、150辆客运车厢和1900辆货运机车保留了下来，它们被苏联红军视为战利品的象征。战争结束后，匈牙利在相对较短的时间内竭力恢复了轨道、建筑物及各种设备，至1948年其国内铁路网络已基本恢复通行，一些大型的桥梁则需要更多时间进行重建。其首条恢复的电气化铁路也在1945年10月建成，但已改为使用单相25千伏50赫兹的电压。尽管苏联红军向匈牙利返售了其没收自德国和奥地利的部分铁路车辆，但由于匈牙利工业的不利形势，无法新造机车以克服短缺的问题，而不得不购买了超过500台的美国战时机车。
在20世纪50年代的斯大林时代中，执政的匈牙利工人党勒令加速工业化进程，铁路被视为这项工作的基础。在不切实际的五年计划中，经常出现由缺乏维护的机车牵引超载车厢行驶在质量低劣的铁路上，事故时有发生，计划无法达成的将被认定为蓄意破坏，而事故后对铁路工人的审判有时会处以死刑。1956年爆发的匈牙利十月事件使该国的铁路运输再度遭到严重破坏。事件被镇压后，国家的五年计划被重新提出，但目标已降低。
这一时期匈牙利铁路的最高速度仍是120公里/小时，但其铁路已成为泛欧交通网络的一部分，这是因为匈牙利地处欧洲的中心位置，许多国际铁路均需要通过匈牙利实现连接。在20世纪90年代期间，国营的匈牙利国家铁路逐渐放弃其大部分的乡村线路，并因政治封锁压力而削减了更大规模的客运服务。在匈牙利转变为资本主义制度后，匈牙利国家铁路也转型为股份有限公司，并将名称改为匈牙利国家铁路股份公司。新公司由于侧重于盈利丰厚的货运业务，其客运服务质量仍在严重恶化。相对而言，较少人有机会搭乘高质量的城际列车，也是由于匈牙利铁路网络地形的不平衡。

### 21世纪

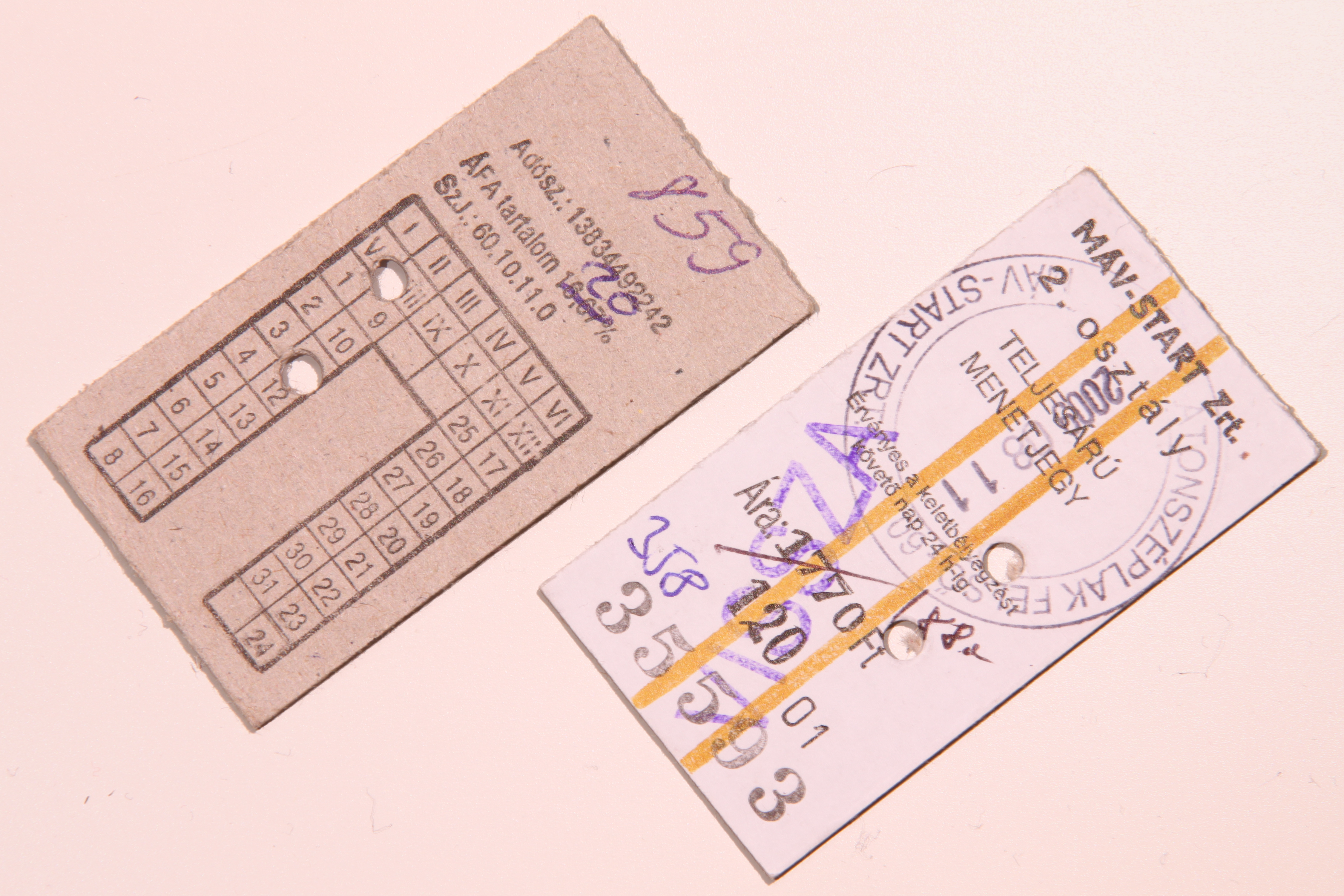
时至2012年，匈牙利国铁仍在使用硬板票

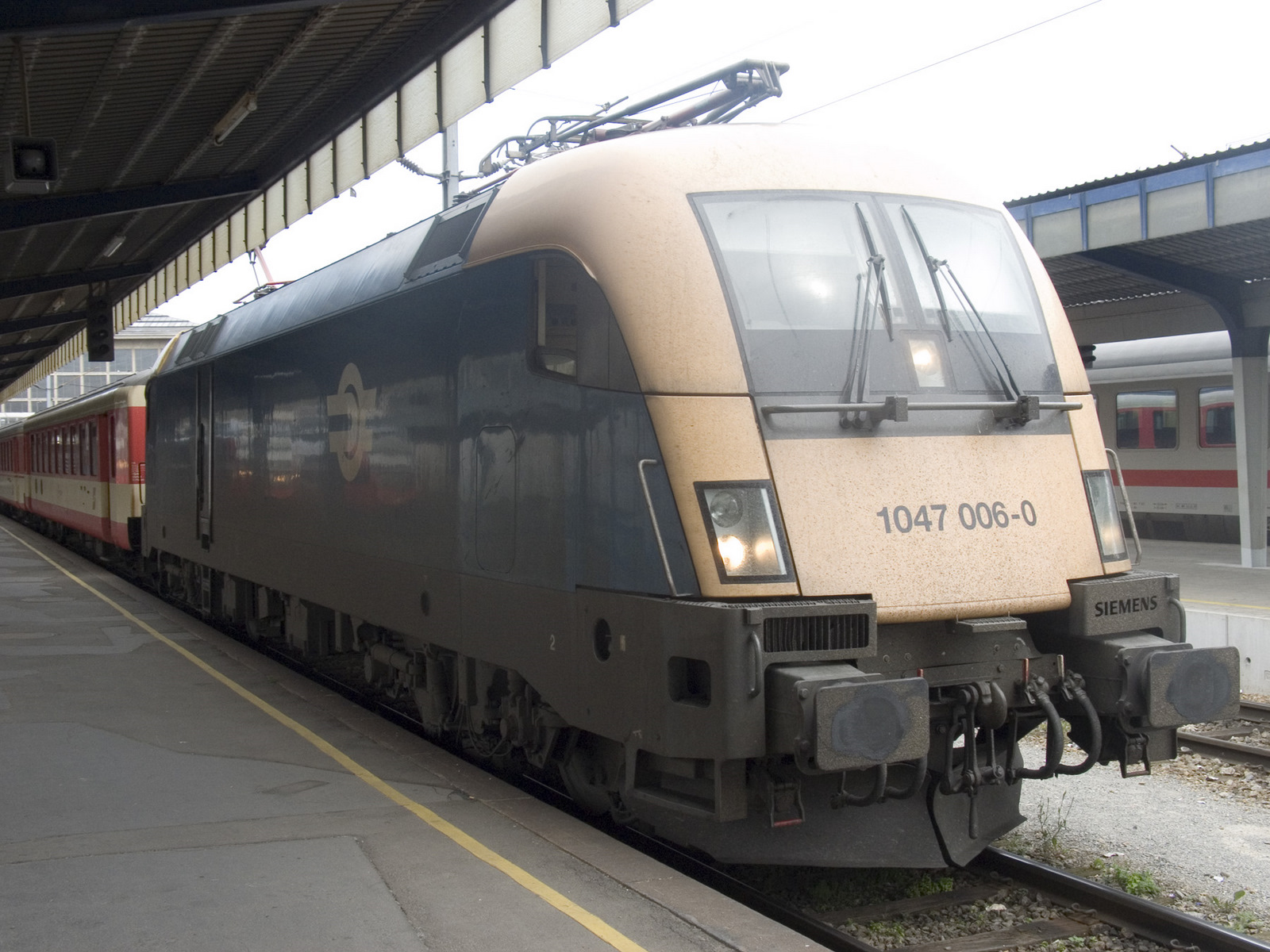
匈牙利国铁现代化的470型电力机车

由于2000年后匈牙利的政治机构专注于完善与斯洛伐克和克罗地亚间的高速公路缺口，并决定打造城际道路系统，与之相比，匈牙利的铁路发展，尤其是小规模的区域铁路发展并没有获得显著的国家资金支持。2006年新政府上台，根据竞选承诺，公路货运应转移到更环保、更快捷和更大容量的交通方式中，因此在各大城市间实现铁路复线、电气化和核准速度为160公里/小时的必要性骤增，其首要任务便是建造新的铁路线。然而由于需要接受欧盟资助，欧盟因审批程序而延迟发放贷款，同时因为工期的漫长，计划中的大部分线路仍迟迟未能动工。
2006年12月7日，作为更广泛的经济制约政策的一部分，匈牙利政府宣布计划停运14条区域铁路，总里程为474公里。政府指出将根据宪法的精神，通过设置大规模运输公司的巴士线路，以确保所有定居点的公共交通出行。在原单个铁路车站服务多条村庄的情况下，公交车站必须设于定居点的中心或两个定居点之间。这样理论上可以做到增加运行频率，同时省却了列车高昂的燃料消耗和维护成本。
由经济和交通部长亚诺什·科卡（János Kóka）推出的首个方案更为激进，它计划放弃26条铁路线（或整个铁路网络的12%），却遭到了地方市政当局、国会反对党和民间组织的强烈反对，主要反对党声称，这些措施罔顾多数乡村地区，尤其是小型村庄的利益。这已上升至高度政治化的问题。人们认为巴士缺乏安全并且速度慢，尤其是在冬季。政府初衷是希望避免代价高昂的环保和土地复垦法规，轨道不会正式停用并拆除，而只是无限期的暂停服务。然而，由于匈牙利的废旧金属偷盗情况严重，这实际上意味着轨道也将报废。
2007年3月4日，共有14条铁路宣布暂停服务。这当中的许多线路已在新政府上台后恢复开行。同年，匈牙利国家铁路再度转变经营模式为控股公司，其主要的两家附属企业为匈牙利国铁客运股份公司（MÁV-START Zrt.）和匈牙利国铁货运股份公司（MÁV Cargo Zrt.） 。新公司的领导层计划在2008年后关闭所有小型的区域性铁路以平衡公司的收支账务，因这些线路所产生的费用是其收入的10倍以上。匈牙利国家铁路将仅运营国际线路及城乡连结线路。
负责货运的子公司匈牙利国铁货运在2008年被奥地利铁路货运（Rail Cargo Austria）以约1000亿福林的价格完全收购。自2010年起，匈牙利国铁货运的名称也随之调整为匈牙利铁路货运（Rail Cargo Hungaria）。
2010年，当青民盟重新在匈牙利掌权时，新政府推翻了原社会党的多项交通决策。10条此前因低收益而关闭的乡村铁路再度大张旗鼓的重新开放。政府指出巴士及铁路网络应同时发展，居民的出行不应只有一种方式。同时，在2010年初，由于管理不善及持续经营亏损，匈牙利国家铁路的债务已高达1亿欧元。

## 铁路网络

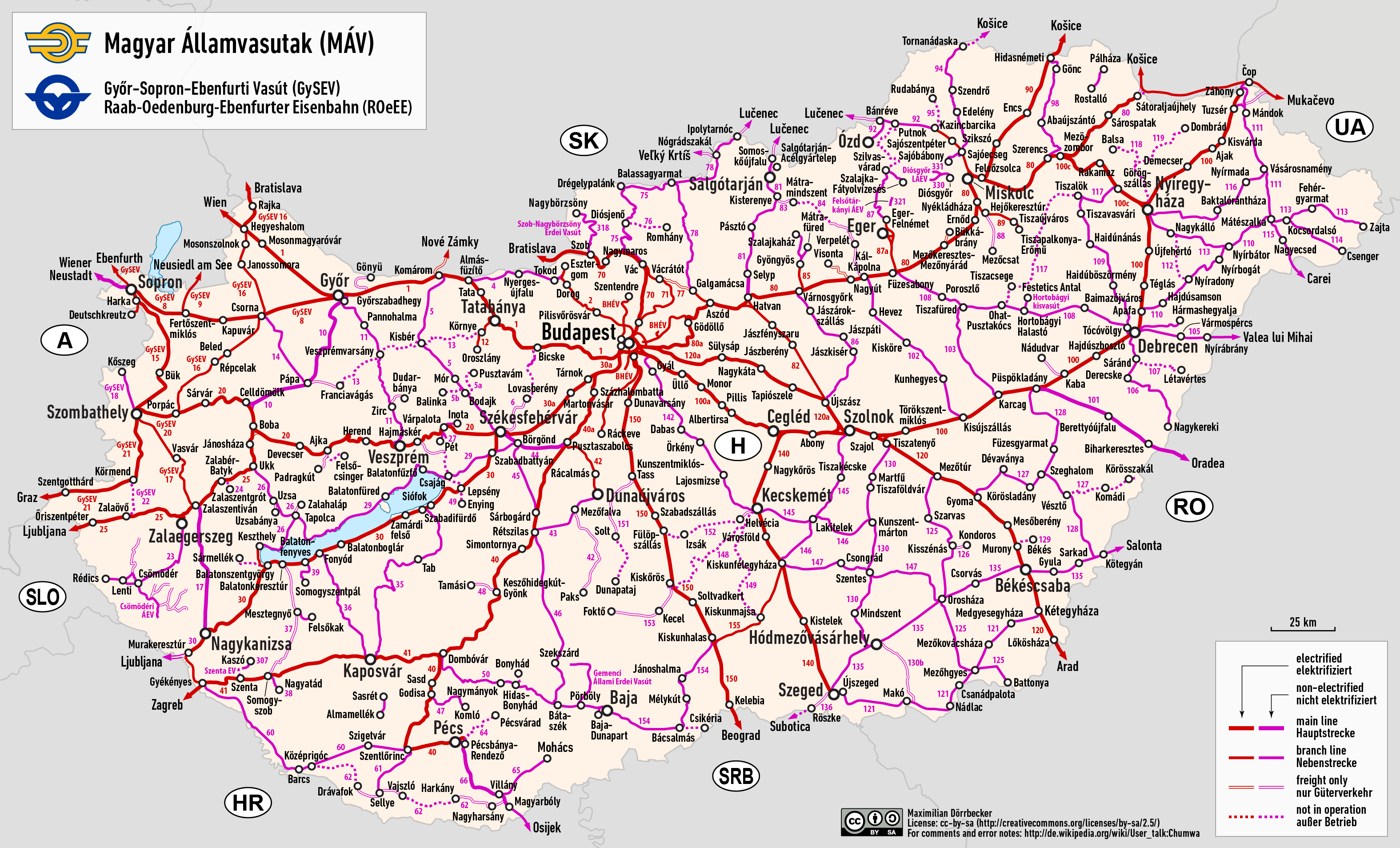
匈牙利国家铁路网络图

匈牙利的铁路运输营运里程为7664公里。其中7394公里为1435毫米的的准轨；36公里为与邻国乌克兰相同的1524毫米宽轨；窄轨铁路的里程则为176公里。

### 与邻国铁路的连接
与匈牙利相连的邻国铁路运输除乌克兰外大部分采用标准轨距，尽管其供电类型或其它系统（例如信号）制式可能有所区别。
- 奥地利 - 电压转为15千伏162⁄3赫兹低频交流电
- - 电压相同
- 羅馬尼亞 - 电压相同
- 塞爾維亞 - 电压相同
- 斯洛伐克 - 电压相同
- 斯洛維尼亞 - 电压转为3千伏直流电
- 乌克兰 - 电压相同，轨距转为1,520毫米